# 托多尔·布尔莫夫
托多尔·斯托扬诺夫·布尔莫夫（Todor Stojanov Burmov，1834年1月2日—1906年10月25日），保加利亚保守党领袖和独立后的第一任保加利亚首相。

## 生平
布尔莫夫是基辅神学学院一个研究生，后在加布罗沃当老师和报纸编辑。1878年夏在德国召开的柏林会议上，保加利亚与塞尔维亚一道获得自治权，但仍然由奥斯曼帝国统治，保加利亚被一分为三：北部的保加利亚公国、南部的东鲁米利亚和马其顿，根据柏林会议创建的保加利亚第一次国民议会推荐，巴滕堡亲王亞歷山大一世于1879年4月被任命为首任大公，布尔莫夫是亚历山大一世的亲密的伙伴，1879年7月17日被任命为保加利亚首相。
在莱昂尼尔·索伯列夫和第2届克利门特·特尔诺夫斯基政府布尔莫夫担任财政大臣，布尔莫夫后来离开保守党加入德拉甘·詹科夫的进步自由党。